# 王檝
王 檝（おう しゅう、? - 1240年?）は、最初期のモンゴル帝国に仕えた漢人の一人。字は巨川。鳳翔府虢県の出身。モンゴル帝国による華北地方の平定、統治に大きな役割を果たしたことで知られる。

## 略歴
王檝の父の王霆は金朝に仕えて武節将軍・麟遊主簿になった人物で、王檝も科挙を受けて進士になろうとしたが果たせず、終南山で学問を続けた。その後、泰和年間（1210年代）初めに金朝に仕官し、副統軍として涿鹿に赴任した。1211年、チンギス・カンによる金朝侵攻が始まると、王檝は3日にわたって抗戦したものの敗れて捕虜となった。チンギス・カンは捕虜として引き出された王檝の死を恐れず金朝に殉じようとする態度を気に入り、都統の地位を授けて山西地方で兵を集めさせた。その後、紫荊関の攻略、涿州・易州・保州の平定に活躍し、雄州では守将の孫呉を説得して投降させる功績を挙げた。
1214年（甲戌）、宣撫使の職を授かった王檝はサムカ・バアトルと猛安に従って古北口を降し、薊州・雲州・順州を平定し、数万の漢人兵を集めて遂に金朝の首都中都を包囲した（中都の戦い）。1215年（乙亥）に中都が陥落すると、王檝は民から掠奪することを禁止するよう進言し、包囲戦で飢餓状態にあった城民には軍糧を供給させた。また、王檝は戦乱によって農耕用の家畜が不足していることを憂い、軍で牛を大量に捕らえてその10分の1を農民に供給させたため、民は大いに喜んだという。その後、サムカ・バアトルと猛安の命によって保定・新城・信安・雄州・覇州・文安・清州・滄州を招諭して投降させ、王檝自身は滄州を鎮撫した。以上の功績により、チンギス・カンと謁見した王檝は銀青栄禄大夫の地位を授かり、前職に加え御史大夫・千人隊長（千戸）に任じられた。
河間府・清州・滄州で叛乱が起こると、王檝はチンギス・カンの命によって叛乱鎮圧を命じられ、ブトゥ・キュレゲンとともにモンゴル・乣・漢連合軍3,000を率いて河間地方を再度平定した。ブトゥは叛乱を起こした民を憎んで皆殺しにしようとしたが、王檝はまず民を扇動した叛乱の首魁を誅すべきこと、また民は許して兵として徴収するか農耕に従事させるべきことを主張して虐殺をやめさせた。
また、この頃に征服した華北の城邑が投下として諸王・功臣に分配された。特に、手工業者は人口調査が行われた後に別途諸王・功臣に共有されることになっており、耶律阿海が諸王功臣のリストを作り報告を行ったところ、チンギス・カンは王檝に分配の業務を任せよと命じた。なお、『元史』王檝伝はチンギス・カンが王檝を任命する際、「これを管理させるに良い人物がいるのだが名前が出てこない（朕有其人、偶忘姓名耳）」といってしばらく考えてから王宣撫（王檝）の名前を思い出して任命したというエピソードを伝えている。また、陥落した中都では廟学が破壊されており、王檝はその跡地に孔子廟を再建した。この孔子廟は後にオゴデイの命によって「国士学」としてモンゴル人が漢文を学ぶ拠点となった。
1224年（丙戌）に西夏遠征が始まるとこれに従軍し、秦州に至った。現地では西夏兵が橋梁を全て撤去してモンゴル兵の侵攻を阻み、チンギス・カンが攻略法を諸将に尋ねても誰も答えられなかった。そこで王檝は夜を徹して兵に木石を運ばせ、簡易の橋を作ってモンゴル兵の侵攻を助けた。1228年（戊子）、中都の管理を命じられたが、この頃信安の盗賊が近隣を荒らすことが問題となっていた。そこで、王檝は水を引いて都城の守りを固めさせ、その費用は独自に券を作ることで補い民に負担が及ばないようにしたという。
1230年（庚寅）には第2代皇帝オゴデイによる金朝遠征に従い、京兆地方に入って鳳翔を攻略した。鳳翔は王檝の故郷であり、王檝はオゴデイに願い出て自らの親族数十人のみを救ったという。1233年夏に南宋へ使者として派遣され、五度ほど南宋と華北を往復したが和議をまとめられず、心労から病となり南宋領で亡くなった。没後、その棺は宋人によって華北に帰され、燕京に葬られた。